# Snejbjerg
Snejbjerg är en stadsdel i Herning, Region Mittjylland, Danmark. Antalet invånare är 3 911.